# Miloš Krasić
Miloš Krasić - em sérvio, Милош Красић - (Kosovska Mitrovica, 1 de novembro de 1984) é um ex-futebolista sérvio que atuava como meia.

## Carreira em clubes
Começou no clube de uma região autônoma da Sérvia, a Vojvodina, onde despontou, jogando três temporadas no Vojvodina até transferir-se em 2004 para o CSKA Moscou. 
Na equipe moscovita, participou das campanhas dos títulos na Copa da UEFA de 2005 (primeiro título continental de uma equipe russa) e dos campeonatos russos de 2005 e 2006, além das Copas da Rússia de 2004–05, 2005–06, 2007–08 e 2008–09. Após uma boa Copa do Mundo de 2010, rumou para um centro maior, assinando contrato pela Juventus, que pagou 15 milhões de euros ao CSKA pelo jogador.
No dia 3 de agosto de 2012 Miloš Krasić assinou contrato com o Fenerbahçe, de acordo com pronunciamento oficial feito pela diretoria do clube, a Juventus receberá 7 milhões de euros pela transferência, enquanto Krasić, 2,3 milhões de euros por cada uma das quatro temporadas de vínculo com a agremiação turca, que podem aumentar conforme bônus por conquistas e participações extras.
Em 2013, foi emprestado ao SC Bastia, da França.

## Seleção Sérvia
Krasić estreou pela equipe principal da Seleção Sérvia em 2006, firmando-se no grupo no decorrer das Eliminatórias da Euro 2008. Anteriormente, pela então Seleção Servo-Montenegrina, integrou o selecionado nas Olimpíadas de 2004 e na Euro Sub-21 de 2006.
Em 2010, foi convocado para a Copa do Mundo. Viu sua seleção ser precocemente eliminada na primeira fase. Ainda assim, obteve algum destaque, foi um dos melhores em campo na surpreendente vitória sobre a Alemanha na segunda rodada, tendo o gol da vitória surgido em cruzamento seu.
A Seleção Sérvia foi à última partida podendo empatar para classificar-se. O adversário seria a desanimada Austrália. Após ser o sérvio mais inspirado no primeiro tempo, obrigando o goleiro australiano Mark Schwarzer a duas boas defesas, Krasić foi substituído no início do segundo tempo. Sem ele, o opontente marcou dois gols. Os europeus ainda diminuiriam, mas terminariam eliminados.

## Títulos
CSKA Moscou
- Copa da UEFA: 2004–05
- Campeonato Russo: 2005, 2006
- Copa da Rússia: 2004–05, 2005–06, 2007–08, 2008–09
- Supercopa da Rússia: 2004, 2006, 2007, 2008

Juventus
- Campeonato Italiano: 2011–12

## Ligações Externas
- Perfil em 90minut.pl (em polonês)
- Perfil em Goal.com (em inglês)